# Федеральная служба по оборонному заказу
Федеральная служба по оборонному заказу (Рособоронзаказ) — федеральный орган исполнительной власти, осуществлявший деятельность по контролю и надзору за выполнением федеральными органами исполнительной власти, органами исполнительной власти субъектов Российской Федерации, органами местного самоуправления, их должностными лицами, юридическими лицами установленных Конституцией Российской Федерации, федеральными конституционными законами, федеральными законами и другими нормативными правовыми актами Российской Федерации норм и правил в сфере государственного оборонного заказа, а также в сфере размещения заказов на поставки товаров, выполнение работ, оказание услуг для федеральных государственных нужд, не относящихся к государственному оборонному заказу, сведения о которых составляют государственную тайну.
Указом Президента РФ с 1 января 2015 года Федеральная служба по оборонному заказу упразднена. Функции Рособоронзаказа переданы федеральным органам исполнительной власти, руководство деятельностью которых осуществляет Правительство РФ: контроль за соблюдением законодательства в сфере государственного оборонного заказа передан Федеральной антимонопольной службе; лицензирование отдельных видов деятельности в сфере гособоронзаказа передано Министерству промышленности и торговли РФ.

## История
11 марта 2003 года был образован Государственный комитет Российской Федерации по оборонному заказу при Министерстве обороны Российской Федерации (Госкомоборонзаказ).
9 марта 2004 года Госкомоборонзаказ преобразован в Федеральную службу по оборонному заказу (Рособоронзаказ).
Положение о Службе утверждено Указом Президента РФ от 21 января 2005 г. № 56с.

## Статус
Федеральная служба по оборонному заказу (Рособоронзаказ) упразднена с 1 января 2015 года.

## Основные функции
Рособоронзаказ осуществлял:
- контроль за проведением торгов по размещению заказов на поставки товаров, выполнение работ, оказание услуг (кроме предназначенных для осуществления специальных функций в области обеспечения государственной безопасности) для федеральных государственных нужд по государственному оборонному заказу;

- государственный контроль (надзор) за соблюдением обязательных требований технических регламентов в отношении продукции (работ, услуг), поставляемой по государственному оборонному заказу.

## Основные полномочия
К основным полномочиям Рособоронзаказа были отнесены:
- функции государственного заказчика по тематике и вопросам, находящимся в ведении Рособоронзаказа, в том числе по совершенствованию системы государственного оборонного заказа;
- лицензирование отдельных видов деятельности в сфере государственного оборонного заказа в соответствии с законодательством Российской Федерации;
- анализ выявленных в ходе контрольных проверок недостатков и нарушений, а также рекламационных актов и претензий к качеству продукции (работ, услуг), поставленной по государственному оборонному заказу;
- мобилизационная подготовка центрального аппарата Рособоронзаказа, его территориальных органов и подведомственных ему организаций к выполнению своих функций в особый период;
- международное сотрудничество в пределах своей компетенции;
- социальное обеспечение и социальная защита работников центрального аппарата Рособоронзаказа, его территориальных органов и подведомственных ему организаций, а также членов их семей;
- иные полномочия в установленной сфере деятельности в соответствии с законодательством Российской Федерации.

## Директор Рособоронзаказа
1. генерал армии Матюхин, Владимир Георгиевич (март 2003 года — апрель 2004 года)
2. генерал-полковник таможенной службы Бельянинов, Андрей Юрьевич (8 апреля 2004 года, № 514 — 11 мая 2006 года, № 475)
3. генерал-полковник Маев, Сергей Александрович[8] (22 июня 2006 года, № 619 — 24 мая 2009 года, № 586)
4. действительный государственный советник 2-го класса Сухоруков, Александр Петрович[9] (24 мая 2009 года, № 586 — 1 сентября 2011 года, № 1131)
5. действительный государственный советник 2-го класса Воробьёва, Людмила Васильевна (3 декабря 2011 года, № 1579 — 15 сентября 2012 года, № 1294)
6. действительный государственный советник 1-го класса Потапов, Александр Валерьевич (3 октября 2012 года, Распоряжение Председателя Правительства Российской Федерации № 1832-р — июль 2014)
7. действительный государственный советник 2-го класса Фесюк, Даниил Валерьевич (июль 2014 — январь 2015).

## Флаг и эмблема Службы
Указом Президента РФ от 01 октября 2005 г. № 1156 утверждены геральдический знак-эмблема и флаг Службы.

## Территориальные органы
Деятельность территориальных органов Рособоронзаказа регулировалась Типовым положением о территориальном органе Федеральной службы по оборонному заказу.
Существовали следующие территориальные органы в форме Управлений по федеральным округам:
- Межрегиональное управление Федеральной службы по оборонному заказу по Северо-Западному федеральному округу
- Межрегиональное управление Федеральной службы по оборонному заказу по Южному федеральному округу
- Межрегиональное управление Федеральной службы по оборонному заказу по Приволжскому федеральному округу
- Межрегиональное управление Федеральной службы по оборонному заказу по Уральскому федеральному округу
- Межрегиональное управление Федеральной службы по оборонному заказу по Сибирскому федеральному округу
- Межрегиональное управление Федеральной службы по оборонному заказу по Дальневосточному федеральному округу

## Контактная информация
Адрес: 101990, г. Москва, Уланский пер., 16, стр. 1

## Иная информация
- 18 апреля 2008 г. было подписано Соглашение о сотрудничестве между Рособоронзаказом и Счётной палатой Российской Федерации. При взаимном согласии каждая из сторон может направлять своих представителей для участия в контрольно-ревизионных и иных мероприятиях, проводимых другой стороной[13].

- Рособоронзаказ совместно с Министерством промышленности и торговли Российской Федерации планировали проводить проверки на предприятиях, занятых созданием многофункционального комплекса «Панцирь», на предмет соблюдения действующих военных стандартов системы разработки и постановки продукции на производство[14].